# دومنیکو کاسو
دومنیکو کاسو (به ایتالیایی: Domenico Caso) بازیکن فوتبال و اهل ایتالیا است که از سال ۱۹۷۴ میلادی عضو تیم ملی فوتبال ایتالیا بوده و در ۱ بازی ملی حضور داشته‌است. او در بازی‌های ملی‌اش گلی به ثمر نرساند.
دومنیکو کاسو آخرین بازی ملی خود را در سال ۱۹۷۴ میلادی انجام داد.